# Liste der römischen Legionen

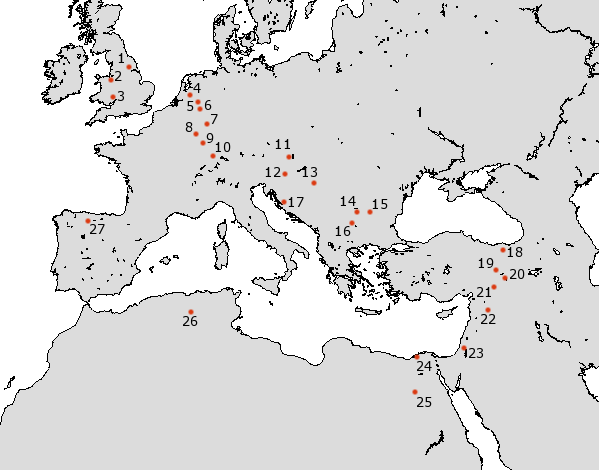
Standorte Römischer Legionen 80 n. Chr.

Die folgenden römischen Legionen sind bekannt, haben aber nicht alle zur gleichen Zeit existiert. Die häufige doppelte Nummernvergabe resultiert zum einen daraus, dass es zunächst nur vier konsularische Legionen gab und jeder Feldherr für einen Feldzug neue aufstellte, zum anderen aus den häufigen Bürgerkriegen, in denen jede Partei neue Legionen aufstellte. Aus Tradition blieben die Nummern jedoch erhalten (Gemina, „Zwilling“).
Zur Unterscheidung erhielten die Legionen häufig einen Namenszusatz, der eine eindeutige Identifizierung ermöglichte. Dieser Name kann auf eine Auszeichnung der Legion (pia fidelis) für Leistungen zum Beispiel während eines Feldzuges oder auf den Gründer (Flavia) zurückgehen. Das ursprüngliche Rekrutierungsgebiet konnte in den Namen einfließen, aber auch eine Aussage über den Zweck (Equestris, „Berittene“, oder Adiutrix, „Hilfstruppen“, wobei letztere durchweg zu Heeresangehörigen umformierte Flotteneinheiten waren).
Teilweise wurden Legionen nach ihrer Vernichtung unter der gleichen Nummer wiederaufgestellt, teilweise (etwa bei den Legionen XVII bis XIX) wurden die als unheilvoll geltenden Nummern nicht mehr vergeben. Die Nummern XXIII bis XXIX blieben unbesetzt, wohl um die erwähnten Mehrfachvergaben auszugleichen.
Aufgeführt sind nur Legionen, die zumindest bis in die augusteische Zeit bestanden, nicht aber die zahlreichen Legionen der Bürgerkriege wie die 42 v. Chr. vernichtete Marslegion.
Durch die Umbildung des römischen Heeres im 4. Jahrhundert wurde die klassische Legionsgliederung als tatsächliche taktische Einheit weitgehend aufgegeben, so dass sich die Verfolgung einer einzelnen Legion in der Spätantike teilweise sehr schwierig gestaltet.

## Tabellen

### Legionen der frühen und hohen Kaiserzeit

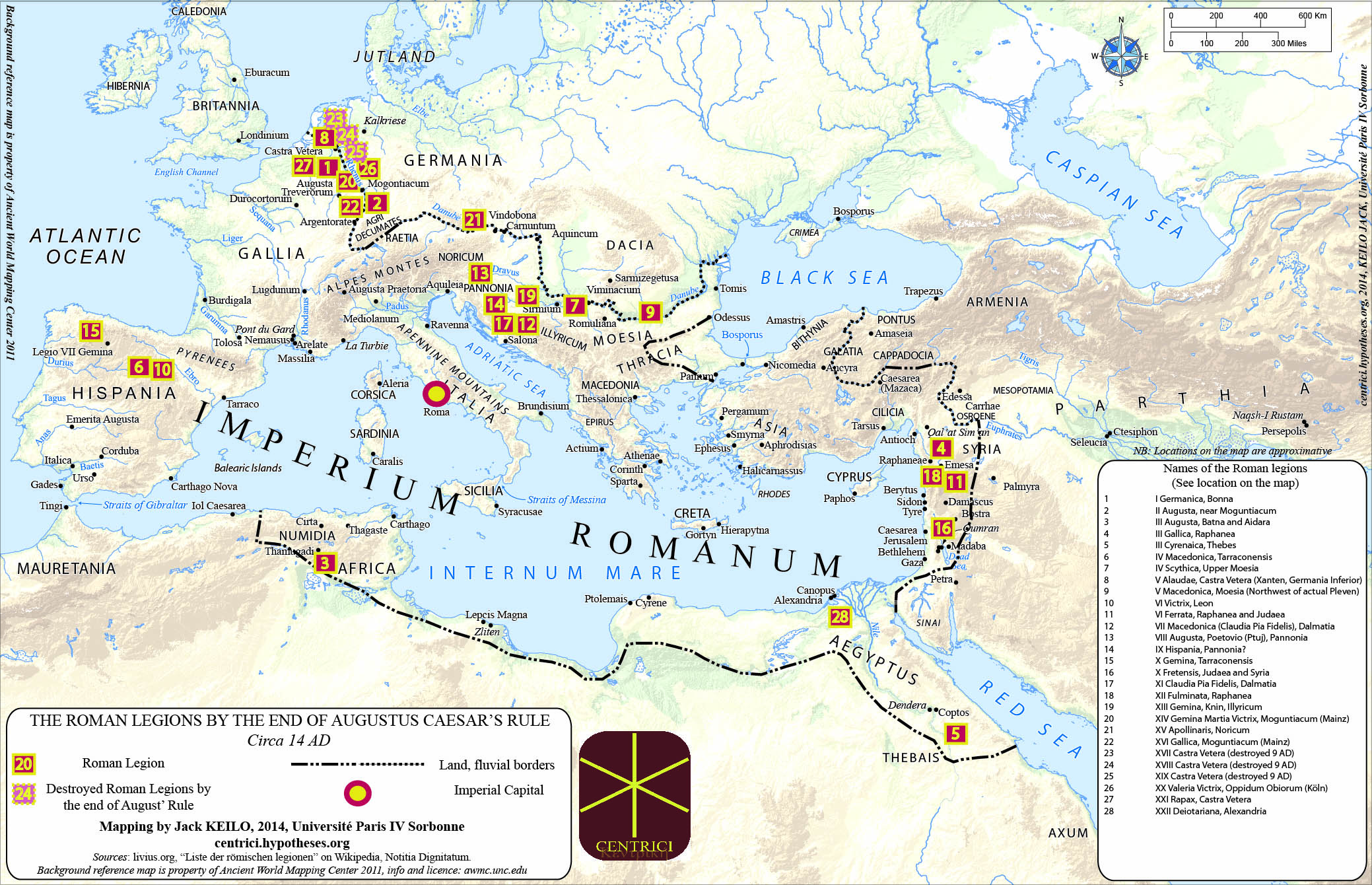
Map of Roman legions by 14 AD.Source: https://f.hypotheses.org/wp-content/blogs.dir/1447/files/2014/05/Roman-legions-14-AD-Centrici-site-Keilo-Jack.jpg

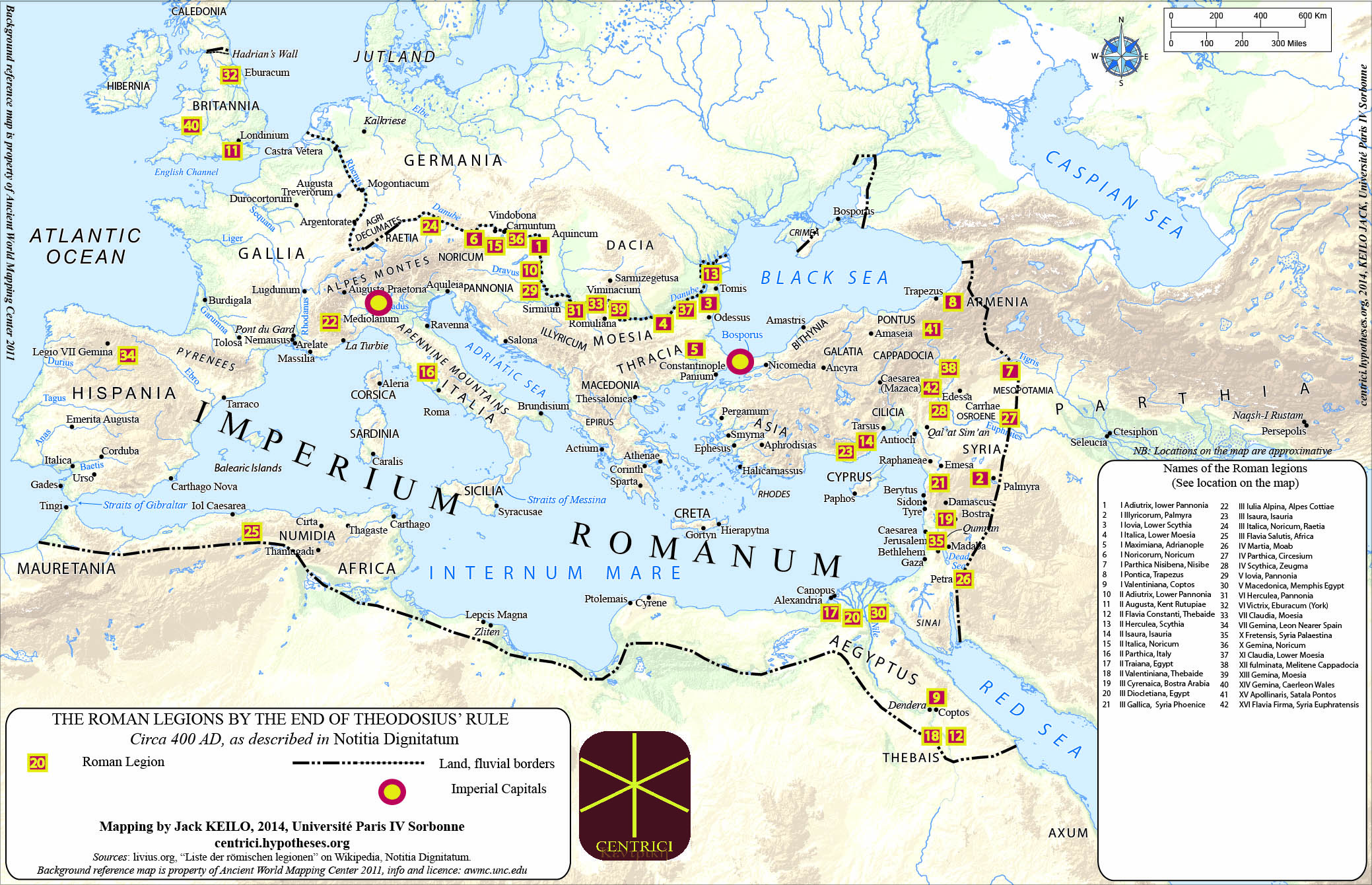
Map of Roman legions by 400 AD.Source: https://f.hypotheses.org/wp-content/blogs.dir/1447/files/2014/05/Roman-legions-400-AD-Centrici-site-Keilo-Jack.jpg

| Legion (ausgehoben von)                                                             | Bestand                                        | Standort a) um 30 v. Chr. (Augustus) b) um 24 (Tiberius) c) um 75 (Vespasian) d) um 150 (Antoninus Pius) | Bemerkungen |
| ----------------------------------------------------------------------------------- | ---------------------------------------------- | --- | --- |
| Legio I Legio I Augusta Legio I Germanica (Caesar)                                  | 48 v. Chr. – 69 (Bataveraufstand)              | a) Hispania Tarraconensis b) Bonna, Germania inferior, heute Bonn c), d) nicht vorhanden | „Augusta“ 19 v. Chr. wegen Fehlverhalten entzogen, Nijmegen (mind. Teile) 12–10 v. Chr., Köln: 9–16, Bonn 16–69, siehe auch Legio VII Gemina              |
| Legio I Italica (Nero)                                                              | 66 – mind. 5. Jh.                              | a), b) nicht vorhanden c), d) Novae, Moesia, 4 Kilometer östlich Swischtow, Bulgarien | |
| Legio I Adiutrix pia fidelis (Nero)                                                 | 66/67 – mind. 444                              | a), b) nicht vorhanden c) Mogontiacum, Germania superior, heute Mainz d) Brigetio, Pannonia, heute Szőny-Komárom, Ungarn                                                                                                 | |

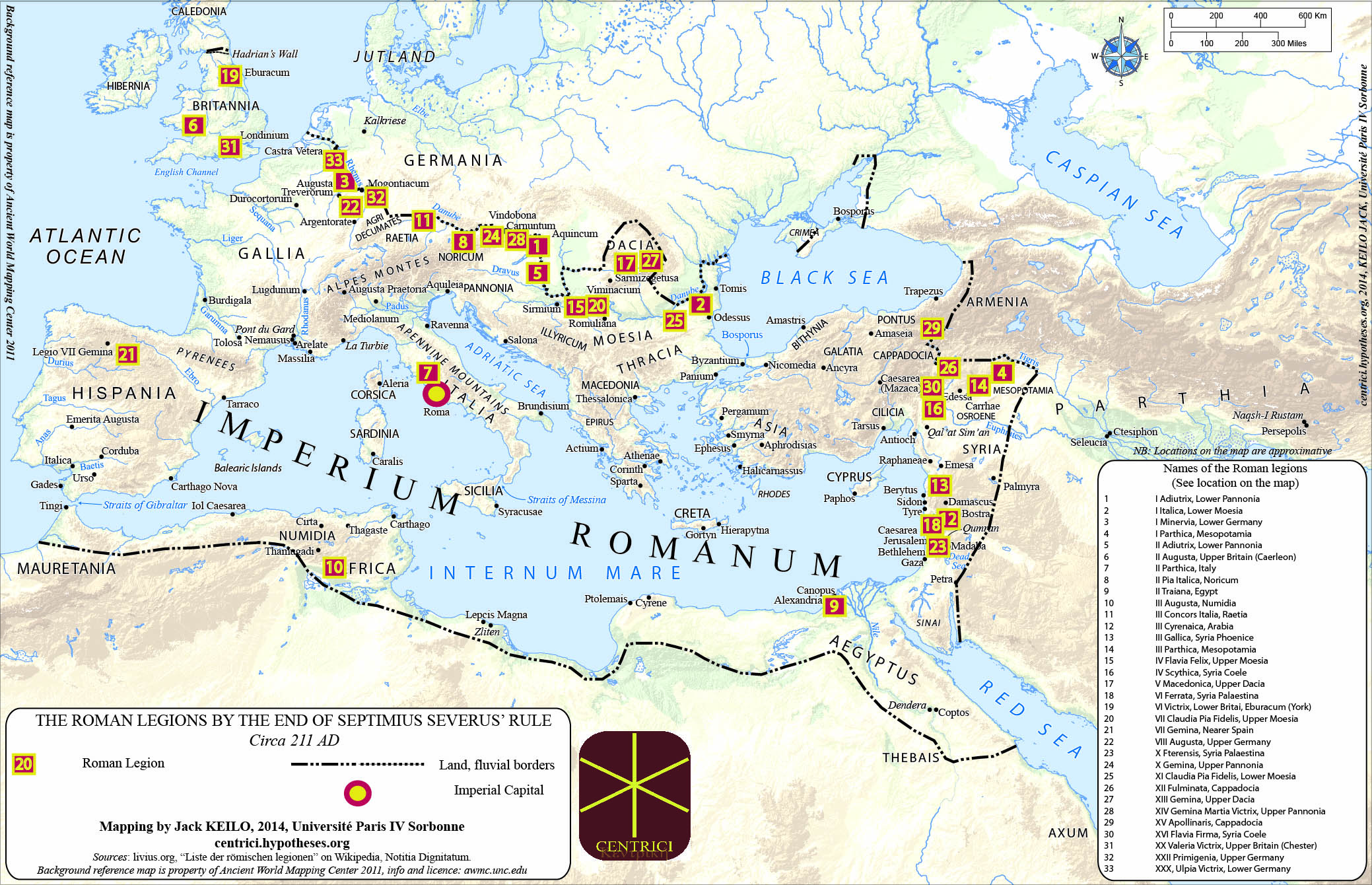
Map of Roman legions by 212 AD.Source: https://f.hypotheses.org/wp-content/blogs.dir/1447/files/2014/05/Roman-legions-212-AD-Centrici-site-Keilo-Jack.jpg

| Legio I Macriana liberatrix (Lucius Clodius Macer)                                  | 68 – 69                                        | a) – d) nicht vorhanden | Africa proconsularis |
| Legio I Minervia pia fidelis (Domitian)                                             | 82 – mind. 4. Jh.                              | a) – c) nicht vorhanden d) Bonna, Germania inferior, heute Bonn | bis 96 hieß die Legion Legio I Flavia Minervia Domitiana                                                                                                  |
| Legio I Parthica (Septimius Severus)                                                | 197 – mind. 6. Jh.                             | a) – d) nicht vorhanden | Singara, Mesopotamia, heute Sindschar, Irak |
| Legio II Sabina Legio II Augusta (Augustus)                                         | 43 v. Chr. (?) – Ende 3. Jh.                   | a) Hispanien b) Argentoratum, Germania superior, heute Straßburg, Frankreich c), d) Isca Silurum, Britannia, heute Caerleon, Wales                                                                                       | einige Jahre nach Gründung wieder aufgelöst, für den Kantabrischen Krieg als Legio II Augusta reaktiviert, Mainz 9–16, Straßburg 16–43, danach Britannien |
| Legio II Adiutrix (Nero)                                                            | 67 (?) – mind. 3. Jh.                          | a), b) nicht vorhanden c) Lindum, Britannia, heute Lincoln, England d) Aquincum, Pannonia, heute Budapest, Ungarn | |
| Legio II Traiana fortis (Trajan)                                                    | 105 – mind. 5. Jh.                             | a) – c) nicht vorhanden d) Nikopolis, Aegyptus bei Alexandria, Ägypten | „Traiana fortis“ = „Die Tapferen Trajans“ |
| Legio II Italica pia fidelis (Mark Aurel)                                           | 165 – Anfang 5. Jh.                            | a) – d) nicht vorhanden | Lauriacum, Noricum, heute Lorch (Oberösterreich) |
| Legio II Parthica (Septimius Severus)                                               | 197 – mind. Mitte 4. Jh.                       | a) – d) nicht vorhanden | bei Rom |
| Legio III Gallica (Caesar)                                                          | um 49 v. Chr. – mind. frühes 4. Jh.            | a), b) Syria c), d) Raphaneia, Syria, bei Homs, Syrien | |
| Legio III Augusta pia fidelis (Augustus)                                            | 43 v. Chr. – mind. spätes 4. Jh.               | a), b) Ammaedara (?), Africa, heute Haidra, Tunesien c) Theveste, Numidia, heute Tebessa, Tunesien d) Lambaesis, Numidia, heute Lambesse, Algerien                                                                       | |
| Legio III Cyrenaica (Marcus Antonius)                                               | wohl um 36 v. Chr. – mind. 5. Jh.              | a) Nikopolis, Aegyptus bei Alexandria, Ägypten b), c) Nikopolis (?) d) Bosra, Arabia Petraea, heute im Hauran in Syrien                                                                                                  | |
| Legio III Italica concors (Mark Aurel)                                              | 165 – mind. spätes 4. Jh.                      | a) – d) nicht vorhanden | „concors“ = „einträchtig“; Castra Regina, Raetia, heute Regensburg                                                                                        |
| Legio III Parthica (Septimius Severus)                                              | 197 – mind. frühes 5. Jh.                      | a) – d) nicht vorhanden | wohl Rhesaina (Mesopotamia), heute Raʾs al-ʿAin, Syrien                                                                                                   |
| Legio IIII Macedonica (Caesar)                                                      | 48 v. Chr. – 70 (Bataveraufstand)              | a) Hispanien b) Hispania Tarraconensis c), d) nicht vorhanden | Hispania bis 48, danach Mogontiacum, Germania superior, heute Mainz                                                                                       |
| Legio IIII Scythica (Marcus Antonius)                                               | um 42 v. Chr. – mind. frühes 5. Jh.            | a) Macedonia b) Moesia c), d) Zeugma, Syria, heute Türkei, durch den Birecik-Stausee überflutet | |
| Legio IIII Flavia Felix (Vespasian)                                                 | 70 – (?)                                       | a), b) nicht vorhanden c) Burnum, Dalmatia, heute Ivoševci, Kroatien d) Singidunum, Moesia, heute Belgrad, Serbien | Nachfolgerin der von Vespasian aufgelösten Legio IIII Macedonica                                                                                          |
| Legio IIII Italica (Severus Alexander)                                              | 231 (?) – mind. 5. Jh.                         | a) – d) nicht vorhanden | in den östlichen Provinzen |
| Legio V Vernacula Legio V Alaudae (Caesar)                                          | 52 v. Chr. - 70 (Bataveraufstand)              | a) Hispanien b) Vetera, Germania inferior von 9 – 43, c), d) nicht vorhanden | „vernaculae“ = einheimisch (das heißt aus Gallia Transalpina), Alaudae = Schopflerche (wegen der Helmzier)                                                |
| Legio V Gemina pia fidelis (?)                                                      | ?                                              | a) – d) ? | Vindobona 114 |
| Legio V Macedonica pia fidelis (dreifach) (Gaius Vibius Pansa Caetronianus)         | 43 v. Chr. - mindestens 5. Jahrhundert         | a) Macedonia b) Moesia c) Oescus, Moesia, heute Gigen, Bulgarien d) Troesmis, Moesia, heute Iglita, Rumänien | ab 167 Potaissa, Dakien, heute Turda, Rumänien |
| Legio VI Ferrata fidelis constans (Caesar)                                          | 52 v. Chr. - um 260?                           | a) Laodicea ad Mare (Latakia), Syria b) Raphaneia, Syria, bei Homs, Syrien c) Samosata, Kommagene, heute Samsat, Türkei, d) Caparcotna, Galiläa                                                                          | „Ferrata“ = „Eiserne“ wohl im Partherfeldzug zerschlagen                                                                                                  |
| Legio VI Gemina (?)                                                                 | ?                                              | a), b) ? c), d) Hispania Tarraconensis | |
| Legio VI Victrix (Augustus)                                                         | 41 v. Chr. - Anfang 5. Jahrhundert             | a) Hispanien b) Hispania Tarraconensis c) Novaesium, Germania inferior, heute Neuss d) Eboracum, Britannia, heute York, England                                                                                          | „Victrix“ = „Siegreiche“, Novaesium 60/70, 95, Vetera II 1.Jh-um120, Britannia um 120                                                                     |
| Legio VII Legio VII Claudia pia fidelis (Caesar?)                                   | vor 59 v. Chr. - ?                             | a) Galatien b) Dalmatia c), d) Viminatium, Moesia, heute Kostolac, Serbien | ab Claudius als „VII Claudia“; wird unter Trajan 115 in Zypern zur Niederschlagung des jüdischen Aufstands eingesetzt                                     |
| Legio VII Hispana (offiziell) Legio VII Galbiana (Rufname) Legio VII Gemina (Galba) | 68 - ?                                         | a), b) nicht vorhanden c) Legio, Hispania Tarraconensis, heute León, Spanien d) ? | VII Gemina wurde aus VII Hispana und I Germanica gebildet                                                                                                 |
| Legio VIII Gallica Legio VIII Augusta (Caesar)                                      | 59 v. Chr. - 4. Jahrhundert                    | a) Tunesien ? b) Poetovio, Pannonia, heute Ptuj, Slowenien c) Argentoratum ?, Germania superior, heute Straßburg, Frankreich d) Argentoratum                                                                             | 44 v. Chr. neu formiert (als VIII Augusta?) |
| Legio VIIII Hispana (Caesar)                                                        | 58 v. Chr. - um 160                            | a) Hispanien b) Siscia ?, Pannonia, heute Sisak, Kroatien) c) Eboracum, Britannia, heute York, England d) im Osten (Jüdischer Aufstand)                                                                                  | Eboracum vor 121, Ulpia Noviomagus Batavorum 121, im Osten nach 121                                                                                       |
| Legio X Equestris Legio X Gemina (Caesar)                                           | 58 v. Chr. - mindestens 5. Jahrhundert         | a) Hispanien b) Petavonium ?, Hispania Tarraconensis, heute Santibanez de Vidriales, Spanien c) Ulpia Noviomagus Batavorum, Germania inferior, heute Nijmegen, Niederlande d) Aquincum, Pannonia, heute Budapest, Ungarn | „Equestris“ = „Berittene“, später in X Gemina umbenannt, Harenatium 70 Winterlager, Noviomagus 71-104, Aquincum 104->150, dann Vindobona                  |
| Legio X Fretensis (Augustus)                                                        | 41/40 v. Chr. - mindestens um 400              | a) Makedonia b) Zeugma, Syria, heute Türkei, durch den Birecik-Stausee überflutet c), d) Aelia Capitolina, Judäa, heute Jerusalem, Israel                                                                                | „Fretensis“ = „Kanal/Meerenge“ |
| Legio XI Legio XI Actiaca Legio XI Claudia pia fidelis (Caesar?)                    | ?                                              | a) Balkan ? b) Burnum, Dalmatia, heute Ivoševci, Kroatien c) Vindonissa, Raetia, heute Windisch AG, Aargau d) Durostorum, Moesia, heute Silistra, Bulgarien                                                              | Vindonissa 70-101, Donaufront 101, Dacia um 150, in Claudia = Kaiser Claudius umbenannt                                                                   |
| Legio XII Fulminata (Caesar)                                                        | 58 v. Chr. – nach 150                          | a) Aegyptus ? b) Syria c), d) Melitene, Cappadocia, heute Malatya, Türkei | „Fulminata“ = „Blitze schleudernd“ |
| Legio XIII Legio XIII Gemina (Caesar)                                               | 57 v. Chr. - mindestens 5. Jahrhundert         | a) Illyricum b), c) Mogontiacum, Germania superior, heute Mainz, danach Vindonissa, Raetia, heute Windisch AG, Aargau d) Apulum ?, Dacia, heute Alba Iulia, Rumänien                                                     | Noviomagus (mindestens Teile) 10–12 v. Chr., Dalmatia um 150, Mainz 9 – 16, Vindonissa 16 – 43, Vindobona 98-101                                          |
| Legio XIV Martia Victrix oder Legio XIIII Gemina (Augustus)                         | ?                                              | a) Illyricum b), c) Mogontiacum, Germania superior, heute Mainz c) d) Carnuntum, Pannonia, zwischen Petronell-Carnuntum und Bad Deutsch-Altenburg, Niederösterreich                                                      | „Martia Victris“ = „Sieg des Mars“, Vindobona 107-114, Carnuntum Anfang 2. Jahrhundert                                                                    |
| Legio XV Apollinaris pia fidelis (Caesar)                                           | 53 v. Chr. - mindestens Mitte 3. Jahrhundert   | a) Emona, Pannonia, heute Ljubljana, Slowenien b) Aquileia?, Italien c) Carnuntum, Pannonia, zwischen Petronell-Carnuntum und Bad Deutsch-Altenburg, Niederösterreich d) Satala, (Armenia minor), heute Sadak, Türkei    | „Apollinaris“ = „dem Apollo geweiht“ |
| Legio XV Primigenia (Caligula)                                                      | 39 – 69 (Bataveraufstand)                      | a)- d) nicht vorhanden | „Erstgeborene“, Bonna 43-46, dann Vetera |
| Legio XVI Legio XVI Gallica (Augustus)                                              | wohl 41/40 v. Chr. - 70 (Bataveraufstand)      | a) Germania ? b) Mogontiacum, Germania superior, heute Mainz c), d) nicht vorhanden | 9 Mogontiacum, 43 Novaesium |
| Legio XVI Flavia Firma (Vespasian)                                                  | 70 - ?                                         | a), b) nicht vorhanden c) Cappadocia d) Samosata, Kommagene, heute Samsat, Türkei | Nachfolgerin zu XVI Gallica |
| Legio XVII (Augustus)                                                               | wohl um 41 v. Chr. - 9 n. Chr. (Varusschlacht) | a) Aquitanien ? b) – d) nicht vorhanden | |
| Legio XVIII (Augustus)                                                              | wohl um 41 v. Chr. - 9 n. Chr. (Varusschlacht) | a) Germania ? b) – d) nicht vorhanden | |
| Legio XIX (Augustus)                                                                | 41/40 v. Chr. - 9 n. Chr. (Varusschlacht)      | a) Gallia b) – d) nicht vorhanden | Köln 14 v. Chr., nur einige Jahre |
| Legio XX Valeria Victrix (Augustus)                                                 | wohl um 25 v. Chr. - spätes 3. Jahrhundert     | a) Hispanien b) Novaesium ?, Germania inferior, heute Neuss c) Glevum, Britannia, heute Gloucester, England d) Deva, Britannia, heute Chester, England                                                                   | „Tapfere Siegreiche“, Novaesium 16-43, Britannia 43-150, letzte Nachweise durch Münzen des Carausius; † 294                                               |
| Legio XXI Rapax (Augustus)                                                          | 31 v. Chr. - 92                                | a) Raetia ? b) Vetera, Germania inferior, nahe dem heutigen Xanten c) Bonna, Germania inferior, heute Bonn d) nicht vorhanden                                                                                            | Rapax = Räuberische (schnell wie ein Raubtier), Vetera bis 43, Vindonissa 43-69, Bonna 70-83, ging 92 in Pannonia unter                                   |
| Legio XXII Deiotariana (Deiotaros, König von Galatien)                              | 48 v. Chr. - um 133                            | a) – c) Nikopolis bei Alexandria (Aegyptus) d) nicht vorhanden | 119 letzter Beleg, 145 nicht mehr existent, vermutlich im jüdischen Aufstand vernichtet                                                                   |
| Legio XXII Primigenia (Caligula)                                                    | 39 – mindestens 3. Jahrhundert                 | a), b) nicht vorhanden c) Vetera, Germania inferior, nahe dem heutigen Xanten d) Mogontiacum, Germania superior, heute Mainz                                                                                             | Vetera 70-Ende 1. Jh., Mogontiacum 1. Jahrhundert |
| Legio XXIII – XXIX Martia                                                           |                                                | | bei der Zählung ausgelassen |
| Legio XXX Ulpia Victrix (Trajan)                                                    | 105 – frühes 5. Jh.                            | a) – c) nicht vorhanden d) Vetera II, Germania inferior, nahe dem heutigen Xanten | „Siegreicher Ulpius“ (Beiname Trajans), Vetera II um 120 bis Ende 3. Jahrhundert                                                                          |

### Legionen der Spätantike
| Legion (ausgehoben von)                                 | Bestand | Standort                                                                      |
| ------------------------------------------------------- | --- | ----------------------------------------------------------------------------- |
| Legio I Armeniaca (?)                                   | 3. Jahrhundert? - Anfang 5. Jahrhundert                                                                               |                                                                               |
| Legio I Illyricorum (Aurelian)                          | um 272/273 – mindestens 5. Jahrhundert                                                                                | Palmyra                                                                       |
| Legio I Flavia Constantia (Constantius I.?)             | um 300? - mindestens 5. Jahrhundert                                                                                   | Mesopotamia                                                                   |
| Legio I Flavia Gallicana Constantia (Constantius II.?)  | um 350? - mindestens 5. Jahrhundert                                                                                   | Gallien                                                                       |
| Legio I Flavia Pacis (Constantius I.?)                  | um 300? - mindestens 5. Jahrhundert                                                                                   | Gallien, Britannien, Africa                                                   |
| Legio I Iovia (Diokletian)                              | um 290 – mindestens 5. Jahrhundert                                                                                    | Noviodunum ad Istrum (Isaccea in Rumänien)                                    |
| Legio I Isaura Sagittaria (Diokletian)                  | um 300 – mindestens 5. Jahrhundert                                                                                    | Provinz Isauria                                                               |
| Legio I Iulia Alpina (Constans?)                        | um 340? - mindestens 5. Jahrhundert                                                                                   | Provinz: Alpes Cottiae, Italien                                               |
| Legio I Martia (Diokletian ?)                           | um 300 – mindestens 5. Jahrhundert                                                                                    | Castrum Rauracense (Kaiseraugst, Aargau) nach 300                             |
| Legio I Maximiana (Diokletian)                          | um 296 – mindestens 5. Jahrhundert                                                                                    | Provinz Aegyptus                                                              |
| Legio I Noricorum (Diokletian)                          | um 300 - ? | Noricum ripense (Ufernoricum) in Adiuvense und Favianae                       |
| Legio I Pontica (Diokletian)                            | vor 288 – mindestens 5. Jahrhundert                                                                                   | Trabzon (Pontus Polemoniacus)                                                 |
| Legio I Valentiniana (Valentinian I.?)                  | um 370 ? - mindestens 5. Jahrhundert                                                                                  | Koptos (Ägypten)                                                              |
| Legio II Armeniaca (?)                                  | ? - mindestens 5. Jahrhundert                                                                                         | Satala, (heute Sadak)                                                         |
| Legio II Brittannica (Carausius oder Allectus)          | um 290 – mindestens 5. Jahrhundert                                                                                    | Gallien                                                                       |
| Legio II Flavia Constantia (Diokletian)                 | um 296/297 – 6. Jahrhundert                                                                                           | Cusae (heute Al-Qusiyya, Oberägypten)                                         |
| Legio II Flavia Constantiniana (Konstantin der Große ?) | um 312? - mindestens 5. Jahrhundert                                                                                   | Italien, Mauretania Tingitana (Nordmarokko) und Africa proconsularis (Libyen) |
| Legio II Flavia Virtutis (Constantius I.?)              | um 300? - mindestens 5. Jahrhundert                                                                                   | Gallien, Africa                                                               |
| Legio II Herculia (Diokletian)                          | um 285 – mindestens 5. Jahrhundert                                                                                    | Provinz Scythia                                                               |
| Legio II Isaura (Diokletian)                            | um 300 – mindestens 5. Jahrhundert                                                                                    | Provinz Isauria                                                               |
| Legio II Iulia Alpina (Constans?)                       | um 340? - mindestens 5. Jahrhundert                                                                                   | Provinzen: Alpes Cottiae, Illyricum                                           |
| Legio II Valentiniana (Valentinian I.?)                 | um 370? - mindestens 5. Jahrhundert                                                                                   | Hermunthus (Ägypten)                                                          |
| Legio III Diocletiana (Diokletian)                      | um 297 – mindestens 5. Jahrhundert                                                                                    | Ägypten, Thrakien                                                             |
| Legio III Flavia Salutis (Constantius I.?)              | um 300? - mindestens 5. Jahrhundert                                                                                   | Gallien, Africa                                                               |
| Legio III Herculia (Diokletian)                         | um 290 – mindestens 5. Jahrhundert                                                                                    | Raetia, Illyricum                                                             |
| Legio III Isaura (Diokletian)                           | um 300 – mindestens 5. Jahrhundert                                                                                    | Provinz Isauria                                                               |
| Legio III Iulia Alpina (Constans?)                      | um 340? - mindestens 5. Jahrhundert                                                                                   | Provinz: Alpes Cottiae, Italien                                               |
| Legio IIII Martia (Diokletian?)                         | um 300 n. Chr. - mindestens frühes 5. Jahrhundert                                                                     | Betthorus (Arabia Petraea)                                                    |
| Legio IIII Parthica (Diokletian)                        | Zeit Diokletians – spätes 6. Jahrhundert; die IIII (nicht IV) ist eine der letzten nachweisbaren Legionen im Ostreich | wohl Edessa (Mesopotamien), später Beroea (heutiges Aleppo)                   |
| Legio V Iovia (Diokletian)                              | um 300 – mindestens 5. Jahrhundert                                                                                    | Kastell Bononia, Pannonia Secunda                                             |
| Legio V Parthica (Diokletian)                           | um 300 – 359 | Amida (Diyarbakir)                                                            |
| Legio VI Herculia (Diokletian)                          | um 290 – mindestens 5. Jahrhundert                                                                                    | Pannonia Secunda                                                              |
| Legio VI Parthica (Diokletian)                          | um 300 – Anfang 5. Jahrhundert                                                                                        |                                                                               |

### Die legendäre thebaische Legion
Die in christlichen Märtyrerberichten des frühen Mittelalters eine wichtige Rolle spielende Thebaische Legion (Legio Thebaica), die den Beinamen Donner (Tonitrus) erhielt, ist in den Bereich der Legende zu verweisen.

## Weitere römische Verbände
Im Zuge der verschiedenen Heeresreformen wurden neben bzw. statt der Legionen weitere Verbände aufgestellt.